# Croix-Rouge polonaise
La Croix-Rouge polonaise (en polonais : Polski Czerwony Krzyż, abbrévié PCK)  est une organisation sociale et humanitaire polonaise membre du Mouvement international de la Croix-Rouge et du Croissant-Rouge. 
Elle a été fondée en 1919 par le Dr Benjamin Reschovsky et reconnue par la Croix-Rouge le 24 juillet 1919. 

### Article lié
- Comité international de la Croix-Rouge